# Агафонов Валерій Борисович
Валерій Борисович Агафонов (рос. Валерий Борисович Агафонов; нар. 10 березня 1941, Ленінград — 5 вересня 1984, Ленінград) — радянський співак, виконавець романсів.

## Життєпис
Народився у Ленінграді 1941 року. Батько  Агафонов Борис Лукич (убитий на фронті), мати  Конопліна Марія Леонідівна. Хлопчик пережив блокаду міста під час німецько-фашистської навали. Закінчив ремісниче училище і був шліфувальником. Помер на сорок третьому році життя від зупинки серця. 

## Потяг до музики
Долю хлопця змінила музика. У юнака виявився непоганий голос з цікавим тембром. Перебування у Санкт-Петербурзі надало можливість наблизитися до музичного і драматичного мистецтва. Він влаштувався в Навчальний театр, де працював освітлювачем, радистом. 
Праця в Навчальному театрі не відволікала від мистецтва,  і молодик почав відвідувати клас театрального актора Василя Меркур'єва та майстерню художника Андрія Мильникова.
Не покидав співу. Став популярним у домашньому та артистичному колах. Згодом андеграундне життя співака набридло і він зробив спробу стати професійним виконавцем пісень і романсів.

## Поневіряння співака

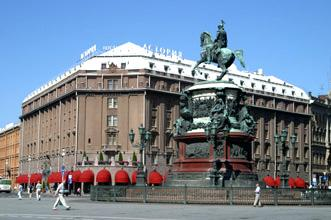
Готель «Асторія», фото 2006 року.

Перші публічні виконання співака відбулися у Санкт-Петербурзі у середині 1960-х років. Валерій Агафонов співав у молодіжному кафе «Ровесник», а також у клубі Метробуду. Згодом його узяли на працю у нічний бар для іноземців у готелі «Асторія».
Він працював багато і виснажливо. Серед місць праці — концертна бригада радянського Інтуриста, Алтайська філармонія, Амурська філармонія, ансамбль братів Вінгелевських, акторство у Російському драматичному театрі у Литві. Лише з 1982 року він знову у Санкт-Петербурзі, де працював вокалістом Ленконцерту.
Його творами є «Капризная, упрямая», «Былые радости...», «Белой акации», «Чудная роза» і т. д.
Він багато працював, але його не поспішали офіційно визнавати радянські чиновники. Адже той співав допереворотні 1917 року романси, де не було політичних агіток і актуальної комуністичної пропаганди.  Він не вчився вокалу офіційно, що породжувало зневажливе ставлення до його професійності. Те, що таланти не роздавали і не роздають в навчальних закладах, ігнорували.  В навчальних закладах можна лише розвинути природні здібності, якщо останні є.
Мав цікавий голос. Тим не менше його знають і охоче запрошують на вечірки відвідувачі Санкт-Петербургу з Прибалтики. Він відгукувався на запрошення і співав для будь-якої аудиторії, навіть утомлений після виснажливих концертів. Його популярність зросла настільки, що його концертні і приватні виконання записують аматори. Лише завдяки цим аматорським записом збережена частина його прижиттєвого співу.
Відомо, що наприкінці власної співочої кар'єри Валерій Агафонов знав більше семисот пісень та романсів.

## Документальні кінострічки про співака (російською)
На фірмі «Мелодия» по смерті виконавця було створено п'ять грамплатівок з романсами співака.
Про виконавця романсів було створено документальні кінострічки посмертно
- «Петербургский романс», 1989, реж.  А. Сидельников, ТПО «Выбор»
- «Порог сердца», 2007, реж. С. Зайцев, «Техновидео»